# Didymodon argentiniensis
Didymodon argentiniensis är en bladmossart som beskrevs av Warnstorf 1916. Didymodon argentiniensis ingår i släktet lansmossor, och familjen Pottiaceae. Inga underarter finns listade i Catalogue of Life.